# Ilstorps församling
Ilstorps församling var en församling i Lunds stift och i Sjöbo kommun. Församlingen uppgick 2002 i Sjöbo församling.

## Administrativ historik
Församlingen har medeltida ursprung.
Församlingen var till 1 maj 1929 moderförsamling i pastoratet Ilstorp och Björka. Från 1 maj 1929 till 2002 annexförsamling i pastoratet Södra Åsum och Ilstorp som från 1962 även omfattade Björka församling. Församlingen uppgick 2002 i Sjöbo församling.

## Kyrkor
- Ilstorps kyrka